# 古瀬誠
古瀬 誠（ふるせ まこと、1946年（昭和21年）8月6日 - ）は、日本の銀行家。山陰合同銀行特別顧問。島根県生まれ。

## 来歴・人物
高等学校在学時、陸上競技の練習中、頭部に砲丸の玉を受け、数か月間意識不明状態に陥ったことがあるのを初めとして、若い時に何度か療養生活を余儀なくされた経験がある。このため、「百忍」を座右の銘としている。

## 略歴
- 1969年 - 慶應義塾大学経済学部卒業後、山陰合同銀行入行。
- 以降、島根大学前支店長、人事部次長、松江駅前支店長、業務渉外部長、営業統括部長、RM推進部長等を歴任。
- 2000年6月 - 取締役就任。総合企画部長委嘱。
- 2001年6月 - 常務取締役総合企画部長委嘱。
- 2001年11月 - 総合企画部長委嘱を解かる。
- 2002年6月 - 専務取締役総合企画部長委嘱。
- 2005年6月 - 副頭取。
- 2007年6月 - 頭取。
- 2010年11月 - 松江商工会議所会頭。
- 2011年6月 - 会長[2]。
- 2015年6月 - 特別顧問。
- 2020年4月 - 中国電力株式会社 取締役（非常勤）

## 著書
- 『地域への愛情が創意工夫を生む』きんざい、2020年9月。ISBN 978-4322128451。